# Dymitr Sapieha
Pour les articles homonymes, voir Maison Sapieha.
Vous pouvez aider à l'améliorer ou bien discuter des problèmes sur sa page de discussion.
- Il ne cite pas suffisamment ses sources. Vous pouvez indiquer les passages à sourcer avec {{référence nécessaire}} ou {{Référence souhaitée}}, et inclure les références utiles en les liant aux notes de bas de page. (Marqué depuis avril 2024)
- Certaines informations devraient être mieux reliées aux sources mentionnées dans la bibliographie ou les liens externes. Améliorez sa vérifiabilité en les associant par des références. (Marqué depuis avril 2024)

- Archive Wikiwix
- Bing
- Cairn
- DuckDuckGo
- E. Universalis
- Gallica
- Google
- G. Books
- G. News
- G. Scholar
- Persée
- Qwant
- (zh) Baidu
- (ru) Yandex
- (wd) trouver des œuvres sur Wikidata

Dymitr Sapieha, mort 7 mars 1576, est un membre de la famille Sapieha.

## Biographie
Dymitr est le fils de Fiodor Sapieha et le petit-fils de Iwan Semenowicz Sapieha.
Dans les années 1557-1566, il effectue des mesures de terrain en Podlachie, près de Brest et dans de nombreuses autres régions du Grand-Duché de Lituanie. De 1566 à 1571, il supervise les forêts royales, comme la forêt de Białowieża.

## Mariage et descendance
Il épouse en premières noces Petrusze Korsakównie, le mariage demeure sans descendance. Il épouse ensuite Aleksandra Tryzna, qui lui donne trois filles :
- Krystyna
- Maryna
- Zofia